# Partia Postępowa (1948)
Partia Postępowa Stanów Zjednoczonych (ang. United States Progressive Party) – partia polityczna założona w roku 1948, była trzecią w historii Stanów Zjednoczonych partią polityczną o tej nazwie. I jak poprzednie (w 1912 oraz 1924) powstała w celu wzięcia udziału w wyborach prezydenckich.
W 1948, kiedy urzędujący prezydent, demokrata Harry S. Truman, ubiegał się o wybór na własną, czteroletnią kadencję (prezydentem został w 1945, kiedy, jako wiceprezydent, objął urząd po śmierci Franklina Delano Roosevelta), sondaże nie dawały mu większych szans i prognozowały pewne zwycięstwo kandydata Partii Republikańskiej Thomasa Deweya. Na domiar złego w łonie demokratów doszło do podwójnego buntu dwóch skrajnych frakcji. Pierwszą z nich byli rządzący na południu kraju zwolennicy segregacji rasowej i przeciwnicy emancypacji ludności kolorowej, którzy za złe mieli Trumanowi popieranie dążeń aktywistów praw obywatelskich. Założyli tedy na czas wyborów własną partię Demokratów Praw Stanowych (potocznie Dixiecratów), wysuwając gubernatora Karoliny Południowej Stroma Thurmonda, jako kandydata na prezydenta.
Drugą frakcją, która wyłamała się wówczas z dyscypliny partyjnej i odmówiła poparcia Trumanowi byli najbardziej liberalni jej członkowie, zwolennicy Nowego Ładu, którzy krytykowali zwrot na prawo w polityce prezydenta i jego politykę zagraniczną (zimna wojna). Ich z kolei kandydatem został były sekretarz rolnictwa (1933–1940) i wiceprezydent w czasie kadencji Roosevelta Henry Wallace w Iowa (także sekretarz handlu 1945–1946, zdymisjonowany przez Trumana za krytykę jego polityki zagranicznej). Kandydatem Partii Postępowej na wiceprezydenta został mianowany senator Glen H. Taylor z Idaho.
W swojej platformie wyborczej postępowcy wypowiadali się za kontynuacją programu reform Nowego Ładu, a także za pokojową polityką międzynarodową, zaprzestaniem zimnowojennych rozgrywek. Sprzeciwiała się też usuwaniu osób o poglądach lewicowych (w tym komunistów) z życia publicznego (KP USA poparła oficjalnie Wallace’a i Taylora, podobnie jak lewicowa, niekomunistyczna American Labor Party z Nowego Jorku). Postępowcy podlegali z tego tytułu licznym przykładom politycznej dyskryminacji (np. z Bostonie, gdzie demokratyczny burmistrz James Curley niezgodnie z prawem zakazał jej działalności).
W dzień wyborów postępowcy zdobyli niemal tyle samo głosów do Dixiecraci (1 157 328 wobec zabranych przez Thurmonda 1 175 930, czyli w obu przypadkach ok. 2,4%), ale nie wygrali, jak oni, wyborów w żadnym ze stanów i nie zdobyli żadnego głosu elektorskiego. Truman, mimo trudności, wygrał wybory. Postępowcy startowali raz jeszcze w 1952, ale przegrali, uzyskując bardzo znikomą liczbę głosów i nie ciesząc się poważniejszym zainteresowaniem, choć nominowali wtedy, jako kandydatkę na wiceprezydenta, Charlottę Bassa z Karoliny Południowej, pierwszą Afroamerykankę, która została kandydatem na tak wysokie stanowisko. Kandydatem na prezydenta był wtedy prawnik Vincent Hallinan z Kalifornii.
Partia została rozwiązana w 1955. Niebawem Wallace zmienił nieco swoje poglądy na temat komunizmu, czemu dał wyraz publikując książkę pt. „Dlaczego nie miałem racji” (Why I Was Wrong).